# М 13/40
Средњи тенк М 13/40 (Carro Armato M 13/40) развијен је из возила М 11/39. М 11/39 било је тешко 11 тона и први пут је употребљено у северној Африци 1940. године. Убрзо се показало да је распоред наоружања код којег је топ монтиран у тело возила, а митраљези у куполу, неодговарајући јер је топ имао ограничен радијус покретања по хоризонталној оси. 
Због тога је одлучено да се конструише слично возило са другачијим распоредом наоружања. Ново возило, које је имало ознаку М 13/40, је имало исту шасију као М 11/39 али је тело тенка било другачије. Противтенковски топ калибра 47 mm био је смештен у куполу, заједно са спрегнутим митраљезом калибра 8 mm док су два митраљеза калибра 8 mm смештени у тело тенка. Борбени комплет је износио 104 гранате калибра 47 mm и 3.048 зрна калибра 8 mm за митраљезе. Тело тенка било је сачињено од челичних плоча дебљине од 6 mm до 42 mm спојених закивцима. Возач и митраљезац били су смештени у предњем делу тенка док су командир и послужилац били смештени у куполи. Командир је поред командовања морао да рукује главним наоружањем. 
М 13/40 је први пут употребљен у Северној Африци 1941. године у пустињским условима што је за последицу имало честе кварове. Због тога је произведен модел М 14/41 који је имао јачи мотор снаге 145 КС опремљен специјалним филтерима који су му омогућавали рад у пустињским условима. Последњи модел у серији био је М 15/42 који је произведен 1943. год.

## Особине
- Земља: Италија
- Посада: 4 члана
- Наоружање: топ калибра 47 mm; један спрегнути митраљез калибра 8 mm у куполи, један против-авионски митраљез калибра 8 mm, два митраљеза калибра 8 mm у телу тенка
- Оклоп: максимум 42 mm; минимум 6
- Димензије: дужина 4.92 m, ширина 2.2 m, висина 2.38
- Маса: 14.000
- Мотор: осмоцилиндрични мотор снаге 125 КС
- Брзина: 32 km/h на путу